# École nationale des ponts et chaussées
École nationale des ponts et chaussées (École des Ponts ParisTech) je vysokoškolská instituce poskytující vysokoškolské vzdělání a výzkum v oblasti vědy, techniky a technologií. Byla založena v roce 1747 Danielem-Charlesem Trudainem a je jednou z nejstarších a nejprestižnějších francouzských Grandes Écoles.
Historicky bylo jejím hlavním posláním vychovávat inženýrské úředníky a stavební inženýry, ale v současnosti škola nabízí široké spektrum vzdělání zahrnující informatiku, aplikovanou matematiku, stavební inženýrství, mechaniku, finance, ekonomii, inovace, urbanistiku, životní prostředí a dopravní inženýrství.

## Slavní studenti a absolventi
- Jacques Antoine Charles Bresse, francouzský inženýr
- Antoine de Chézy, francouzský hydrolog a autor tzv
- Gaspard-Gustave de Coriolis, francouzský matematik a fyzik
- Claude-Louis Navier, francouzský fyzik a technik
- Louis de Beaupoil de Sainte-Aulaire, francouzský politik
- Jean Tirole, francouzský profesor ekonomie
- Louis Vicat, francouzský inženýr